# Roger Kahane
Pour les articles homonymes, voir Kahane.
Roger Kahane est un réalisateur et scénariste français, né le 20 septembre 1932 à Bois-Colombes (Hauts-de-Seine), et mort à Ivry-sur-Seine (Val-de-Marne) le 30 juin 2013 . Il a beaucoup contribué au développement de la télévision française et a également réalisé quelques films pour le cinéma. Il était domicilié à Orveau où il est inhumé.

## Biographie
Roger Kahane, fils du professeur d’université et biochimiste Ernest Kahane, frère du mathématicien Jean-Pierre Kahane et du physicien André Kahane, suit des études scientifiques et découvre le cinéma en fréquentant les cinés-clubs et en lisant la presse cinéphile. Diplômé de l'IDHEC, il commence sa carrière au cinéma, comme assistant réalisateur de Christian-Jaque pour Nana et de René Clair pour Les Grandes Manœuvres. Il entre à la télévision en 1956, et travaille avec René Lucot et Stellio Lorenzi (assistant sur un épisode de La caméra explore le temps en 1957). En 1960, il accède à la réalisation. 
Par ses choix de réalisation dans la première décennie de sa carrière (1960-1972), Roger Kahane acquiert une réputation d’austérité, en mettant en scène des textes souvent difficiles. Il est convaincu que la télévision est un moyen de populariser ces œuvres prétendument réservées à une élite. C'est dans ce contexte qu'il réalise en 1965 Jeanne au bûcher, sur la vie de Jeanne d'Arc, grand succès auprès des téléspectateurs. La musique est également une de ses sources d’inspiration privilégiées : il filme plusieurs ballets et opéras. Il retransmet régulièrement plusieurs pièces de théâtre entre 1974 et 1978. 
Après un différend avec les responsables de la télévision, il réalise pour le cinéma deux films commerciaux : Sortie de secours (1970) avec Régine et Madly (1971) avec Mireille Darc et Alain Delon. Cette parenthèse lui permet de réorienter son travail pour la télévision, en particulier avec Beau-François en 1973. Il obtient un succès populaire avec le feuilleton Fachoda, la mission Marchand en 1977. Suivent plusieurs mélodrames historiques, comme la fresque L'Ennemi de la mort ; Le Serment, dans le cadre de la série L'Histoire en marche de Stellio Lorenzi, qui vaut à son réalisateur le Prix du film historique TV en 1985 ; ou encore Irène et Fred reprenant l’histoire d’Irène et Frédéric Joliot-Curie. 
À la fin des années 1970, Roger Kahane réalise 4 épisodes pour la série Les Procès témoins de leur temps, écrite par Pierre Dumayet et Pierre Desgraupes, reprenant dans des dramatiques des faits divers tragiques : Varinka, Les fusils sont arrivés, Le Jour où on me trouvera morte et Mort non naturelle d’un enfant naturel.
Il abandonne provisoirement l’Histoire, pour se consacrer à 3 feuilletons sur les réalités de la vie contemporaine, en collaboration avec le scénariste Daniel Goldenberg : Papa Poule, L'Âge vermeil et Les Deux Frères. 
En parallèle de son œuvre de fiction, Roger Kahane a réalisé d’importants films documentaires, notamment sur des affaires judiciaires (L'Affaire Portal en 1975, L'Affaire Peiper en 1978).

## Roger Kahane et la télévision
Bien qu’ayant à son actif quelques films pour le cinéma, Roger Kahane a surtout consacré sa carrière à la réalisation pour la télévision et fut un membre actif de la Société des réalisateurs de films (SRF). La télévision est pour lui un art qui permet d'avoir un impact considérable sur le public populaire. Il souhaite donc une responsabilisation de ceux qui y travaillent, qui ont pour but de proposer les programmes de la meilleure qualité possible, par respect des téléspectateurs. 
À l’intérieur de ses fictions, la télévision joue souvent un rôle à part entière. Son premier film de cinéma, Sortie de secours est truffé de références au petit écran, par diverses apparitions de téléastes. Son téléfilm Clémentine relève les travers d’une équipe de reportage pour la télévision.
Son dernier film, Je suis vivante et je vous aime, a reçu un très bon accueil du public de plusieurs festivals en 1998.

## Filmographie

### Télévision

#### Feuilletons et séries télévisées
- 1961 : Âge tendre et tête de bois
- 1964 : L'Histoire pittoresque
- 1967 : Tribunal de l'impossible, 1 épisode : Les rencontres du Trianon ou La dernière rose
- 1977 : Fachoda, la mission Marchand
- 1979 : Les Procès témoins de leur temps ou dossiers éclatés : Varinka
- 1979 : Les Procès témoins de leur temps ou dossiers éclatés : Mort non naturelle d’un enfant naturel
- 1979 : Les Procès témoins de leur temps ou dossiers éclatés : Le jour où on me trouvera morte
- 1980 : Les Procès témoins de leur temps ou dossiers éclatés : Les fusils sont arrivés
- 1980 : Papa Poule
- 1981 : L'Ennemi de la mort
- 1982 : Papa Poule en vacances
- 1983 : L'Âge vermeil
- 1985 : L'Histoire en marche : Le Serment
- 1989 : Les Deux Frères
- 1989 : Le Masque : L'Île aux muettes
- 1989 : Intrigues : Les dessous du HLM
- 1990 : Drôles d'histoires - Histoires d’amour
- 1991 : Premiers Baisers
- 1992 : Goal
- 1999-2002 : L'Instit : L'Enfant caché (1999), La Gifle (2001), Main dans la main (2002), Aurélie (2002)
- 2004 : Le Tuteur 2 épisodes : Promenade de Santé, Flèche d'or

#### Émissions, jeux, reportages et documentaires télévisés
- 1960-1964 : La roue tourne
- 1961 : Âge tendre et tête de bois
- 1962 : Henri Cartier-Bresson
- 1963 : Autoportrait de Jean Dubuffet
- 1966 : Ainsi font, font, font
- 1968 : Kandinsky et la Découverte de l'art abstrait
- 1968 : Caméra III : Réflexions sur l’architecture contemporaine
- 1968 : La Légende du siècle : Les Quasars
- 1969 : Jazz Impression
- 1969 : La Fin de l'Atlantide
- 1970 : L'Invité du dimanche (J. Renoir, R. Dhéry, C. Chabrol, F. Fellini, J. Babilée, G. Vigneault, le XV de France, A. Weissenberg)
- 1971-1980 : Musiciens du soir
- 1971 : Un certain regard : La Puissance et la Sagesse, La Logique du Vivant, Alain Touraine et Hassan Ozbekhan
- 1972 : Horizons : Le Masque, Je mange pour vous
- 1973 : Musicalement vôtre, musique pour le plaisir
- 1974 : Italiques, Ouvrez les guillemets
- 1975 : L'Affaire Portal
- 1975 : Apostrophes
- 1975 : Musiques de France
- 1976 : Les Visiteurs du dimanche soir
- 1976-1978 : L'Homme en question
- 1978 : L'Affaire Peiper
- 1980 : Pas même un fait divers : les détenus permissionnaires
- L'École parallèle
- Quatre savants, une science

#### Théâtre et ballets
- 1962 : La Nuit du temps
- 1963 : Martyre de saint Sébastien
- 1964 : Le Musicien dans la cité
- 1966 : La Péri
- 1972 : Fantasio
- 1974 : Les Caprices de Marianne
- 1974 : On ne saurait penser à tout
- 1978 : On ne badine pas avec l'amour d'Alfred de Musset, mise en scène Simon Eine, Comédie-Française

### Cinéma
- 1970 : Madly
- 1970 : Sortie de secours
- 1998 : Je suis vivante et je vous aime

## Théâtre

### Metteur en scène
- 1972 : Donna Mobil de Claude Prey, Festival d'Avignon, Espace Cardin

## Récompenses
- Prix de la Critique TV pour Jeanne au bûcher
- Prix du film historique TV pour Le Serment
- Prix du Public pour Je suis vivante et je vous aime (Cannes 1998, Namur 1998, Salon-de-Provence 1998, Aubagne 1998, Washington 1999)

## Citations
Extrait d’une interview dans l’Information du spectacle (1979) :
“À la télévision, on pense sans cesse au public. On a peur du bouton tourné. Il faut frapper et séduire constamment. Selon que l’on succède à l’assassinat de John Kennedy ou au show de Maurice Chevalier, on est reçu différemment, on est une valeur de contraste.”
Extrait d’un article de réflexion sur la place de la publicité à la télévision, “Le rêve de Big Brother” (1989) :
“La télévision est victime de son succès. Si elle n’avait pas à ce point la faveur du public, si elle n’avait pas pénétré chaque foyer, elle n’aurait pas attiré politiques et publicitaires, et basculé parmi les produits de consommation. Elle aurait peut-être même été prise au sérieux par nos élites culturelles.”
“N’est-il pas temps de promouvoir et créer les dispositifs qui rétablissent, établissent une relation normale entre auteur et public, entre le public et les œuvres. Créer des pôles de décision qui constituent un contre-pouvoir face aux impératifs commerciaux et complémentairement rendre sélectifs tous fonds d’aide ou de soutien, donner droit de cité au public et aux professionnels. Et aussi armer nos contemporains d’un solide esprit critique devant les images qu’on lui propose, créant dès l’âge scolaire les conditions d’un nouveau savoir-voir. Une question de santé publique.”